# Umewaka Manzaburō I.

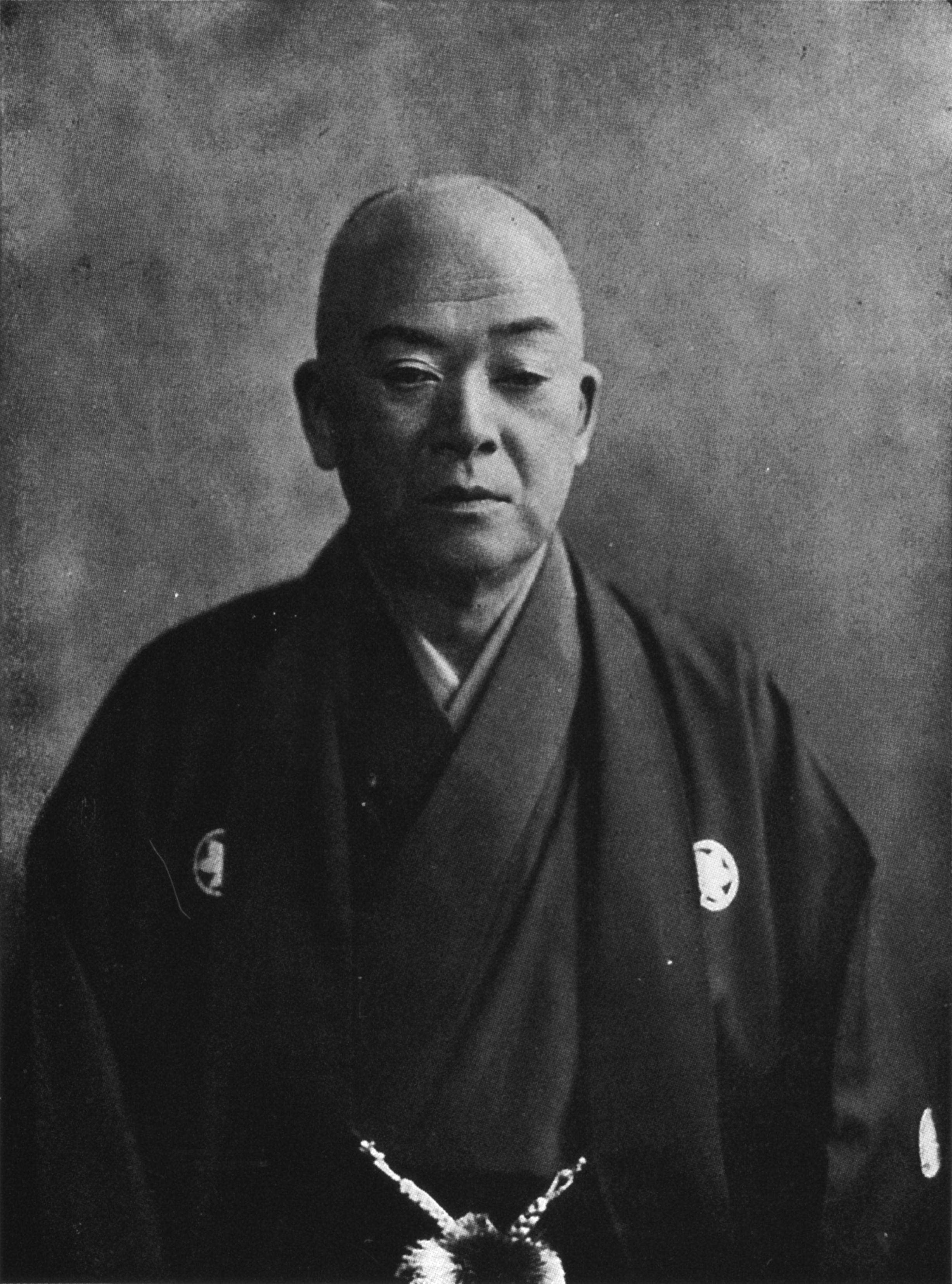
Umewaka Manzaburō

Umewaka Manzaburō I. (japanisch 初代 梅若 万三郎, Go: Kidō (亀堂); geboren 21. November 1868 in Tokio; gestorben 29. Juni 1946) war ein japanischer Nō-Spieler.

## Leben und Wirken
Umewaka Manzaburō war der älteste Sohn von Umewaka Minoru I. (1828–1909). Mit seinem jüngeren Bruder Rokurō, dem späteren Umewaka Minoru II., kam das goldene Zeitalter, auch „Man-Roku-Zeit“ genannt. 1921 entwickelte er, zusammen mit seinem Bruder, die „Umewaka-Aufführungspraxis“ und wurde zum Ersten einer neuen Linie. Er jedoch kehrte aber 1933 zur Kanze-Aufführungspraxis zurück. Seine kraftvollen Auftritte waren von geradezu himmlischer Qualität.
1937, als die Akademie der Künste neu organisiert wurde, gründete er den Freundeskreis „Wakikata-Hōshōshin“ (ワキ方の宝生新), wurde zugleich als Mitglied in die Akademie aufgenommen. Er trat in sämtlichen der gegenwärtig aufgeführten Nō-Stücke auf. Zusammen mit nichtöffentlichen Auftritten kam er auf  3000 Darstellungen. 1946 wurde er mit dem Kulturorden ausgezeichnet.
Zu Umewakas Schriften gehören „Kidō Kanwa“ (亀堂閑話) und „Manzaburō Geidan“ (万三郎芸談).